# Waggoner
Waggoner – wieś w Stanach Zjednoczonych, w stanie Illinois, w hrabstwie Montgomery.